# Magnac-sur-Touvre
Magnac-sur-Touvre è un comune francese di 3 252 abitanti situato nel dipartimento della Charente, nella regione della Nuova Aquitania.

## Storia

### Preistoria
L'area è stata abitata fin dai tempi preistorici. Degli utensili in pietra dell'età del ferro e del Neolitico sono stati scoperti nella grotta di Entreroche e nel Bois de Mativo.

### Periodo romano
Reperti gallo-romani sono stati trovati in diversi luoghi della città: una moneta con l'effigie dell'imperatrice Lucilla, ceramica a vernice nera, tegulae e tracce di sepolture.
Una strada da Angoulême a Limoges, di probabile epoca romana, conosciuta dal periodo feudale come Chemin des Anglais, attraversava la città tra Recoux e Bellevue per dirigersi verso Bois-Blanc.

### Medioevo e Ancien Regime
Durante il Medioevo, Magnac si trovava su un percorso secondario tra Montbron e Angoulême, in direzione est-ovest, che veniva frequentato da pellegrini che si recavano al santuario di Santiago di Compostela o a venerare le reliquie di sant'Eutropio a Saintes.
I primi registri di stato civile di Magnac risalgono al 1688.
Una residenza rinascimentale di Maumont fu costruita sulle rovine di una costruzione più antica, lasciando come unici resti una torre che fu la sede del primo municipio di Magnac. Nel XVI secolo la signoria di Maumont apparteneva alla famiglia des Ages. Passò per matrimonio nel 1603 ai La Rochefoucauld, ma fu venduta nel 1608 a Raymond de Forgue, signore di Rochandry, che la cedette pochi anni dopo a François Redon, signore di Neuillac. Successivamente Maumont passò alla famiglia Fé; un membro di questa famiglia portò il nome de Maumont fino alla fine del XIX secolo.

### Epoca moderna
Magnac, grazie alla presenza del fiume Touvre, ha beneficiato del progresso dell'industrializzazione, in particolare delle cartiere. Nel 1828 nella cartiera della località di Veuze venne installata la prima macchina continua per la produzione di carta della Francia, inventata da Louis Nicolas Robert.
Il quartiere Relette era abitato principalmente dai lavoratori della fonderia di Ruelle, creata nel 1753 per produrre cannoni per la Marine royale.
Con l'arrivo della ferrovia nel 1875, la linea da Angoulême a Limoges attraversava la città lungo il Touvre. La stazione si trova al confine con il comune di Touvre e porta il nome di Magnac-Touvre, e dal 1894 è stata lo snodo della linea verso Périgueux e Mussidan da La Rochebeaucourt e Ribérac. La stessa stazione fu servita dal 1912 anche dalla linea a scartamento metrico della compagnia Chemins de fer économiques des Charentes (CFEC) da Angoulême a Montbron e Roumazières. Queste linee verranno progressivamente abbandonate verso il 1950. La stazione non è più servita dalla linea per Limoges dagli anni '80.

### Simboli
Lo stemma del Comune si blasona: 
Riprende lo stemma della famiglia des Ages che nel XVI e XVII secolo aveva il dominio su queste terre.  Nel XIX secolo la campana più piccola della chiesa recava gli stemmi delle famiglie Gérauld e des Ages. Nel primo era rappresentato un alveare, nel secondo un cigno con il collo infilato in una corona. Poiché lo smalto originale del campo non era conosciuto con certezza, l'amministrazione comunale scelse il colore verde.

## Società

### Evoluzione demografica
Abitanti censiti